# 류타오
류타오(중국어: 刘涛, 병음: Liu Tao, 1978년 7월 12일 ~ )는 중국의 가수 겸 배우이다.

## 출연작

### 드라마
- 2013년 저장 위성 텔레비전 중국람극장 《금야천사강림》 - 팡지아지아 역
- 2015년 저장 위성 텔레비전 중국람극장 《철제소》 - 조지이 역
- 2015년 동방 위성 텔레비전 동방극장 《랑야방》 - 목예황 역
- 2015년 동방 위성 텔레비전 동방극장 《미월전》 - 미주 역
- 2016년 동방 위성 텔레비전 동방극장 《환락송》 - 안디 역
- 2017년 장쑤 위성 텔레비전 행복극장 《대군사사마의》 - 장춘화 역
- 2019년 베이징 텔레비전 품질극장 《아문도요호호적》  - 신짜오 역
- 2019년 안후이 위성 텔레비전 해돈제일극장 《친애적혼인》 - 왕커커 역
- 2020년 중국중앙텔레비전 제일특약극장 《추몽》 - 두팡 역
- 2021년 텐센트 웹드라마 《대송궁사》 - 장헌명숙황후 역
- 2021년 후난위성텔레비전 금응독파극장 《배니일기장대》 - 쑤싱 역
- 2021년 후난위성텔레비전 금응독파극장 《성진대해》 - 젠하이 역
- 2021년 동방 위성 텔레비전 동방극장 《사랑, 그 어디쯤 : 아시진적애니》 - 샤오옌 역
- 2022년 텐센트 웹드라마 《개단 : RESET》 - 두진송 역
- 2023년 장쑤 위성 텔레비전 행복극장 《주자기적광》 - 허환 역